# 제임스만

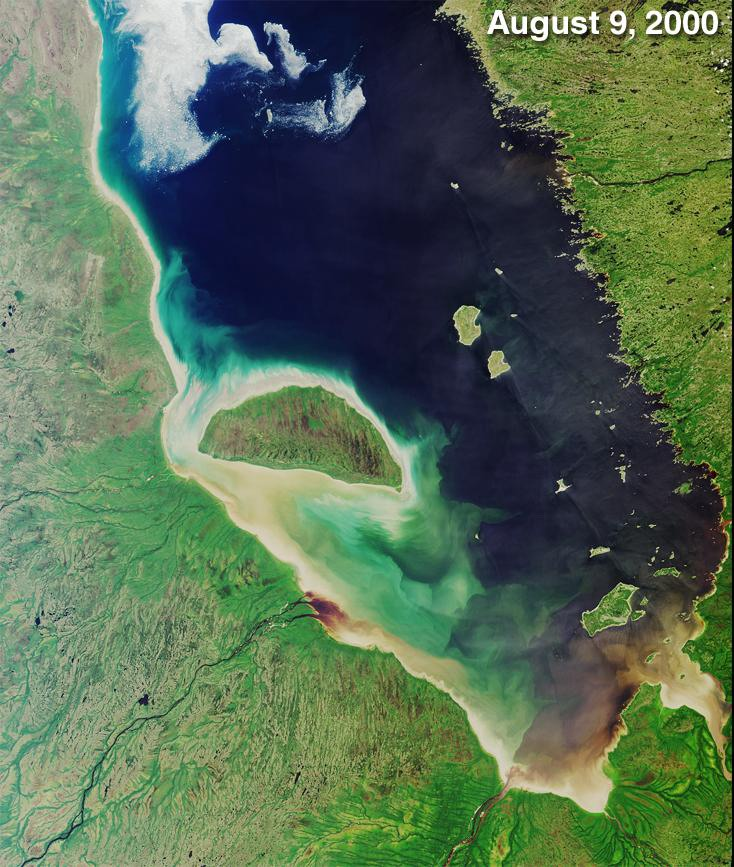
제임스만(여름)

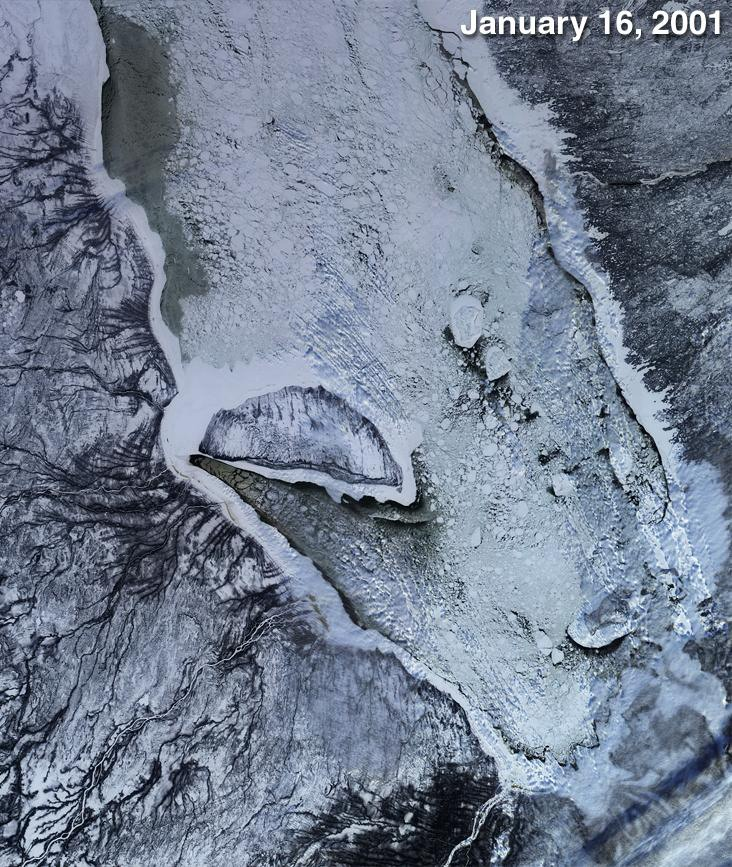
제임스만(겨울)

제임스만(James Bay, 프랑스어: Baie James)은 허드슨만 남쪽의 남북으로 길게 발달한 만이다. 캐나다의 퀘벡주와 온타리오주와 접하고 있으며, 만 안의 섬인 애키미스키섬은 누나부트 준주에 속한다.